# Lidzbark (gmina)
Pour la ville, voir Lidzbark.
Lidzbark est une gmina mixte du powiat de Działdowo, Varmie-Mazurie, dans le nord de la Pologne. Son siège est la ville de Lidzbark, qui se situe environ 25 km à l'ouest de Działdowo et 74 km au sud-ouest de la capitale régionale Olsztyn.
La gmina couvre une superficie de 255,67 km2 pour une population de 14 484 habitants.

## Géographie
Outre la ville de Lidzbark, la gmina inclut les villages d'Adamowo, Bełk, Biernaty, Bladowo, Borki, Borówno, Bryńsk, Bryńsk Szlachecki, Bryńsk-Ostrowy, Chełsty, Cibórz, Ciechanówko, Dębowiec, Glinki, Jamielnik, Jeleń, Kiełpiny, Klonowo, Koty, Kurojady, Lidzbark-Nadleśnictwo, Marszewnica, Miłostajki, Nick, Nowe Dłutowo, Nowy Dwór, Nowy Dwór-Leśniczówka, Nowy Zieluń, Olszewo, Ostrowy, Piaseczno, Podcibórz, Sarnia Góra, Słup, Stare Dłutowo, Tarczyny, Wąpiersk, Wawrowo, Wlewsk, Zalesie, Zdrojek et Zielonka.
La gmina borde les gminy de Bartniczka, Brzozie, Górzno, Grodziczno, Lubowidz, Płośnica et Rybno.